# اثر ارلی

شکل ۱. بالا: عرض لایه بیس در ترانزیستور NPN به ازای ولتاژ معکوس کلکتور-بیس کم. پایین: کمتر شدن عرض لایه بیس به ازای افزایش ولتاژ معکوس کلکتور-بیس. (نواحی هاشور خورده نشانگر ناحیه تخلیه است)

شکل ۲. ولتاژ ارلی (V_{A}) که در مشخصه خروجی یک BJT دیده می‌شود.

اثر ارلی (به انگلیسی: Early effect) که توسط یک مهندس آمریکایی به نام James M. Early کشف شد، بیان می‌کند که عرض لایه بیس در یک ترانزیستور دو قطبی، متناسب با تغییرات ولتاژ معکوس بیس-کلکتور تغییر می‌کند. هر چقدر که ولتاژ معکوس بیس-کلکتور زیاد باشد، عرض لایه سد مابین بیس و کلکتور بیشتر شده و در نتیجه عرض لایه بیس کمتر می‌شود. به این پدیده مدولاسیون پهنای بیس نیز گفته می‌شود. 
درواقع عرض مؤثر بیس کم می‌شود نه عرض واقعی آن، بر این مبنا،  این وضعیت  مدولاسیون پهنای بیس نام دارد، یعنی اینکه حامل‌ها ی جریان، عرض واقعی بیس را مدوله کرده و به کلکتور می‌رسند.

## توضیح پدیده
اگر یک دیود نیمه‌هادی در بایاس معکوس بایاس شود، عرض ناحیه تخلیه (لایه سد) نسبت به حالت بایاس مستقیم یا بدون بایاس، بیشتر می‌شود. در یک ترانزیستور BJT نیز به منظور عملکرد صحیح ترانزیستور (ناحیه فعال)، دیود بیس-کلکتور همیشه در بایاس معکوس قرار دارد؛ بنابراین عرض لایه سد دیود بیس-کلکتور افزایش می‌یابد. همانطورکه در شکل ۱ دیده می‌شود، لایه سد (قسمت هاشورخورده) در دیود بیس-کلکتور به درون هر دو لایه بیس و کلکتور نفوذ می‌کند اما از آن جایی که به هنگام ساخت ترانزیستور، پهنای ناحیه بیس را کمتر از ناحیه کلکتور انتخاب می‌کنند لذا افزایش عرض لایه سد باعت هرچه کمتر شدن پهنای ناحیه بیس می‌شود اما تأثیر زیادی بر روی عرض ناحیه کلکتور ندارد. اگر باز هم ولتاژ معکوس بیس-کلکتور افزایش یابد، لایه سد تمام پهنای ناحیه بیس را احاطه می‌کند و سبب می‌شود که الکترون‌ها از ناحیه امیتر مستقیم وارد ناحیه کلکتور شوند.
عرض لایه سد در دیود بیس-امیتر کم است (به دلیل بایاس مستقیم) و تأثیری بر روی پهنای لایه بیس ندارد.